# Stroma (isola)
Stroma è un'isola situata al largo della costa settentrionale della Scozia, a cui appartiene. È la più meridionale delle isole del Pentland Firth, situato tra le Isole Orcadi e Caithness, la parte più settentrionale della terraferma scozzese. Il nome deriva dall'antico norreno Straumr-øy e significa "isola situata nelle maree".
La popolazione dell'isola scese dalle 375 persone del 1901 alle sole 12 unità nel 1961; gli ultimi nativi dell'isola la lasciarono alla fine dell'anno successivo, mentre l'abbandono definitivo di Stroma avvenne nel 1997 quando i guardiani del faro e le loro famiglie lasciarono l'isola. Antiche strutture in pietra testimoniano la presenza su Stroma di popolazioni antiche, mentre la presenza norrena intorno all'anno 900-1000 è registrata nella Saga degli uomini delle Orcadi. Stroma è politicamente unita a Caithness almeno dal XV secolo; nonostante l'isola sorga solo a poche miglia di distanza dalla costa scozzese, le difficili condizioni meteorologiche e le forti correnti del Pentland Firth hanno portato a un forte isolamento degli abitanti di Stroma, portandoli ad essere largamente autosufficienti, con unico punto di contatto con gli abitanti della terraferma rappresentato dal commercio dei prodotti agricoli e della pesca.
La maggior parte degli abitanti erano pescatori e agricoltori; alcuni erano impiegati come piloti marittimi per la conduzione delle imbarcazioni attraverso le pericolose acque del Pentland Firth. Le maree e le correnti portavano a frequenti naufragi, il più recente dei quali avvenne del 1993, e i salvataggi portavano guadagni extra, anche se spesso illegali, agli abitanti dell'isola. Fu costruito un faro sull'isola nel 1890, che opera ancora oggi sebbene sia divenuto automatico.
Stroma oggi è abbandonata, e le case degli ex abitanti sono vuote e in rovina. La popolazione diminuì gradualmente durante la prima metà del XX secolo, e gli abitanti si spostarono per cercare maggiori opportunità altrove, dato che i problemi economici derivanti dall'isolamento di Stroma avevano reso la vita sull'isola quasi insostenibile. Da un picco assoluto di 375 abitanti nel 1901, la popolazione scese a 12 persone nel 1961 e dal 1962 è completamente deserta. L'isola oggi è posseduta da uno dei suoi ex abitanti, che la utilizza per il pascolo di bovini e ovini.

## Geografia, geologia, flora e fauna

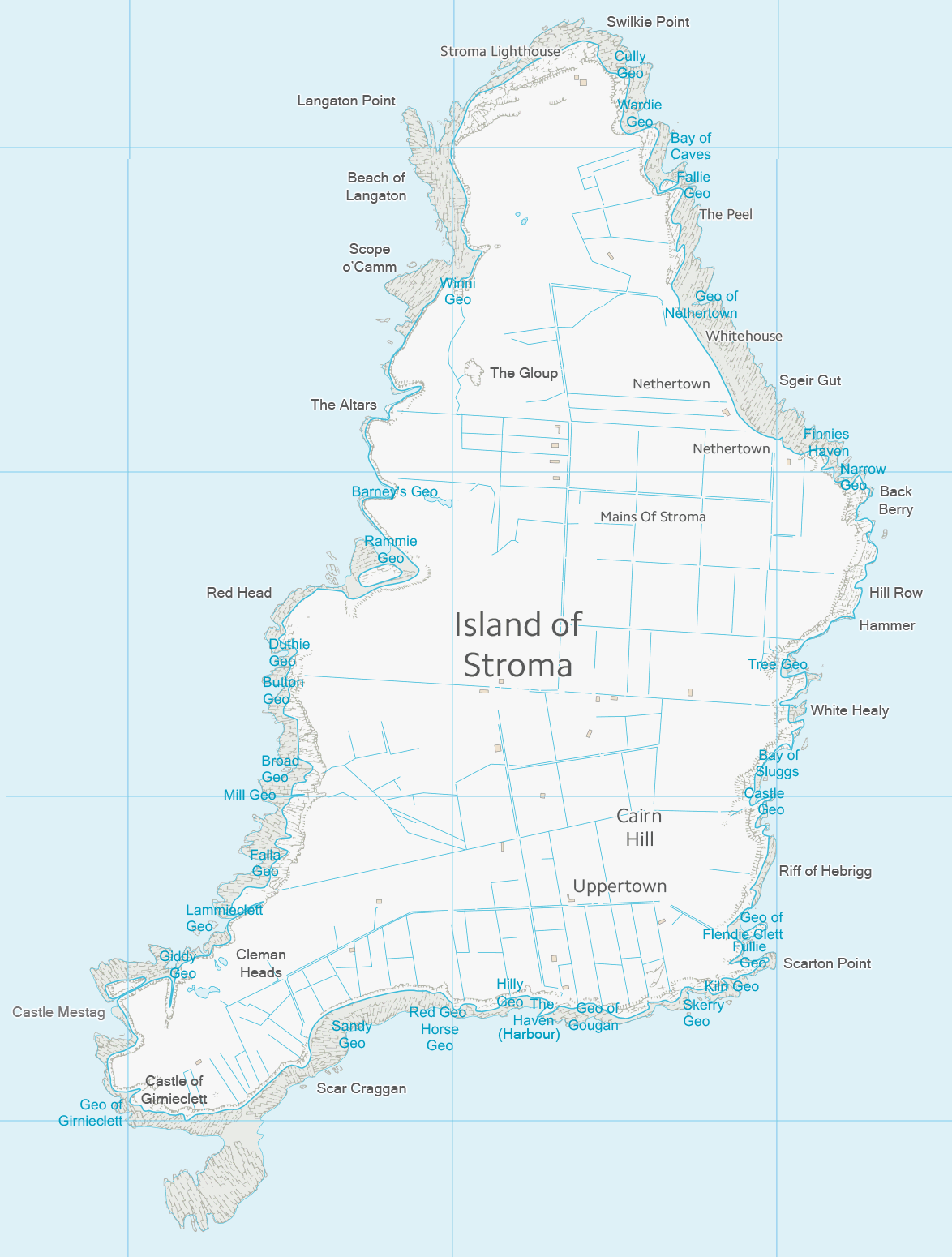
Cartina dell'isola di Stroma

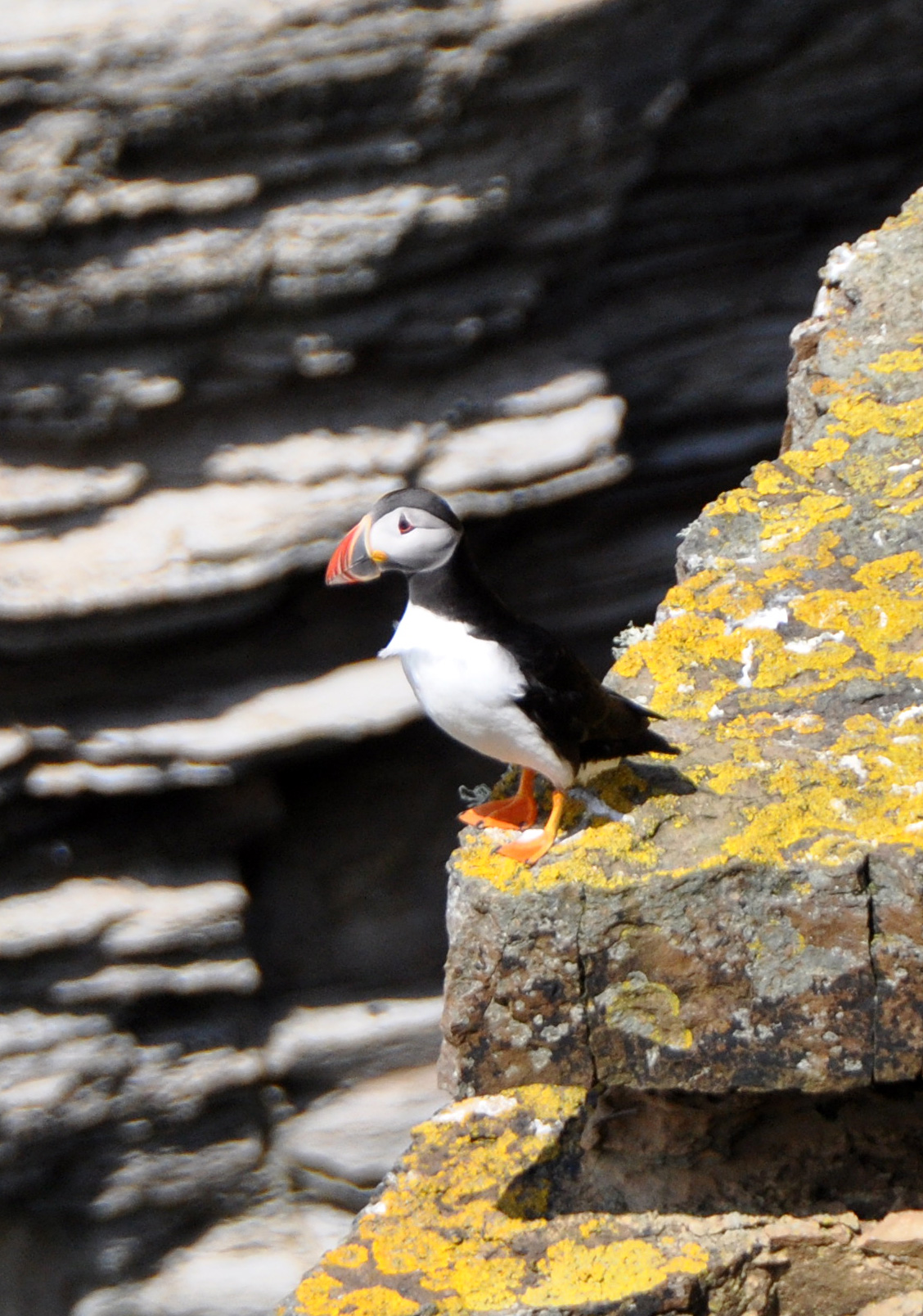
Una pulcinella di mare su uno scoglio coperto di licheni

Stroma si trova nel Pentland Firth, a circa 3,2 km a nord-ovest di John o' Groats, sulla terraferma. L'isola divide il firth in due canali, l'Inner Sound a sud e l'Outer Sound a nord; non presenta elevate altitudini ed è pressoché piatta, coprendo un'area di circa 375 ettari e innalzandosi fino a 53 metri s.l.m. presso Cairn Hill, nel sud-est. È orientata in una direzione nord-sud e misura circa 3,2 km di lunghezza e 1,6 di larghezza.
L'isola è contornata da scogliere che variano molto in altezza, da circa 33 metri sulla costa ovest, fino alle basse scogliere con una stretta battigia rocciosa sugli altri lati. Il versante orientale dell'isola pende in direzione est o sud-est, con pendenza che raggiunge quasi i 3 gradi al centro dell'isola, fino ad arrivare a 30 gradi in corrispondenza della costa est. Lo strato roccioso del sottosuolo dell'isola consiste in strati piatti di Old Red Sandstone alterata, conosciuta come Rousay flags. Una fascia di circa due metri di pietra di grana fine veniva estratto su piccola scala per l'uso sulla terraferma come materiale di copertura; è simile nella composizione ai Mey beds della terraferma, anche se in alcuni luoghi su Stroma viene sostituita da letti di masse angolari e arrotondate di arenaria a matrice nodulare, simile agli Ackergill Beds a Caithness. Sono stati trovati solamente residui frammentari di fossili, che includono esempi dei pesci estinti del Devoniano Dipterus e Coccosteus.
Stroma è tagliata in due da una faglia che corre in direzione nord-sud passando per il centro, intersecata da un'altra faglia che corre in direzione est-nordest attraverso la parte settentrionale dell'isola. Il suolo su entrambi i lati della faglia è significativamente differente: le parti orientale e meridionale di Stroma sono coperte da argilla fertile che presenta minerali rocciosi, mentre ad ovest si trova prevalentemente una meno fertile torbiera.
La linea costiera, fortemente indentata, ha una circonferenza di circa 11 km, punteggiata da diverse insenature create dalle onde che hanno eroso le scogliere lungo le linee di faglia. Una caverna sottomarina parzialmente crollata, chiamata The Gloup, si trova nel nord-ovest dell'isola; si presenza come un profondo pozzo roccioso, riempito di acqua marina e si narra sia stato utilizzato per il contrabbando: gli abitanti dell'isola vi avrebbero nascosto dei distillati illegali sottraendoli all'Ufficio Dogane e Accise, celando l'alcol in una caverna del Gloup, chiamata "the Malt Barn" (il fienile del malto), che era accessibile solamente in caso di bassa marea.
La flora e fauna di Stroma sono simili a quelle della terraferma. L'isola è senza alberi e la vegetazione consiste principalmente di erba, erica e piccoli fiori. Le foche sono abbondanti lungo le coste e si trovano anche nell'interno durante la stazione della riproduzione. Sia la foca grigia sia la foca comune sono presenti, con circa 650 piccoli che nascono ogni anno. È presente anche la lontra europea, come in altre parti di Caithness, sulla terraferma. Le scogliere occidentali offrono riparo a colonie di sterne, alcidi, fulmari ed edredoni. Le scogliere sono designate come Sito di Speciale Interesse Scientifico all'interno della Zona di protezione speciale del North Caithness Cliffs. Le acque al largo di Stroma ospitano diversi cetacei, tra cui la balenottera minore, il lagenorinco rostrobianco e la focena.

## Demografia

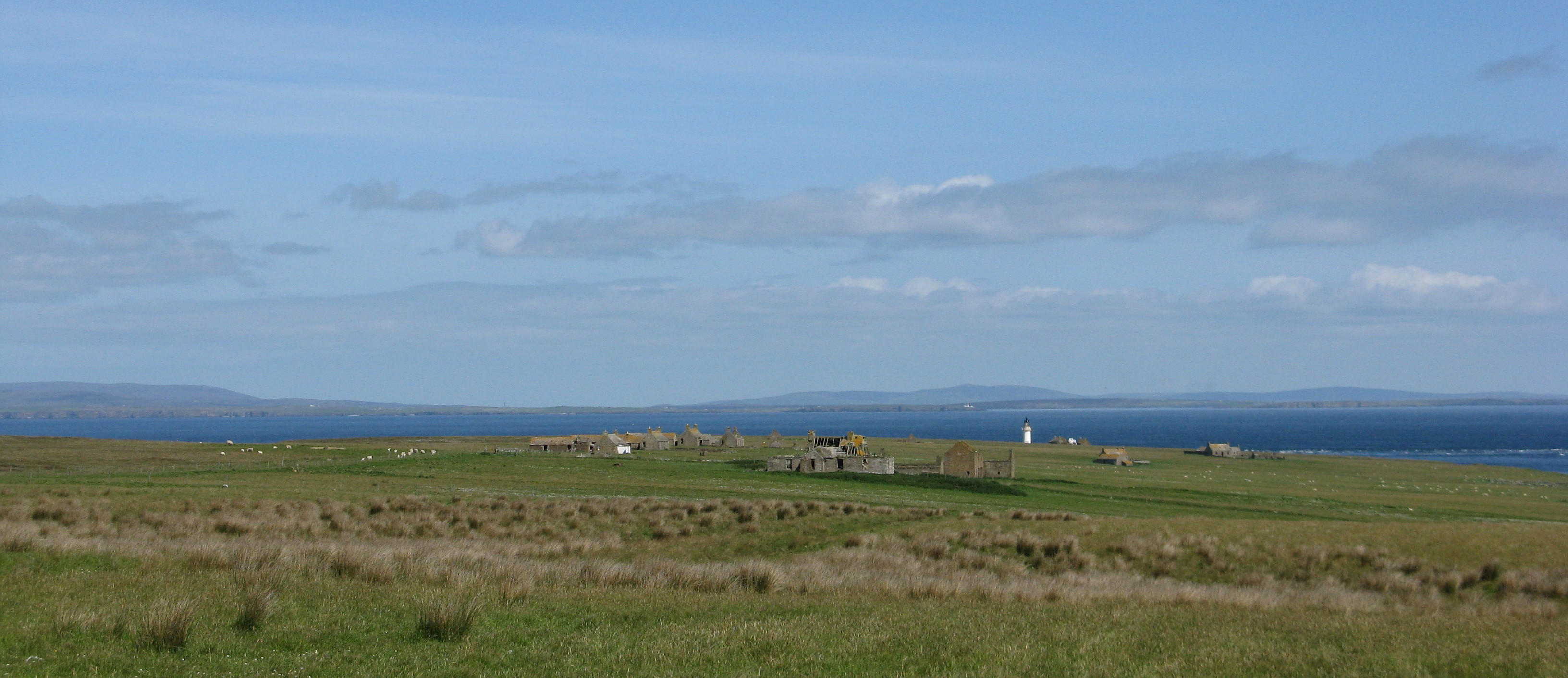
Vista panoramica del nord di Stroma, con le Isole Orcadi sullo sfondo. Sono visibili la fattoria di Mains, le case di Nethertown e la sommità del faro.

Su Stroma esistono due villaggi: Nethertown nel nord dell'isola e Uppertown o Overtown, nel sud. In origine appartenevano alla tenuta Freswick, che possedeva Nethertown, e la tenuta di Mey, che possedeva Uppertown. Tra i due villaggi, vi era Mains of Stroma, la principale fattoria dell'isola. Una strada corre per l'intera lunghezza dell'isola, collegando il faro a nord con i due villaggi e il porto sulla costa meridionale.
L'isola oggi non è abitata; gli ultimi residenti lasciarono Stroma nel 1962 e gli ultimissimi abitanti, i guardiani del faro e le loro famiglie, partirono nel 1997 quando il faro fu automatizzato. La popolazione raggiunse un picco di 375 persone nel 1901, ma i censimenti condotti tra il 1841 e il 1961 descrivono il crollo della popolazione durante il XX secolo:
| Anno        | 1841 | 1851 | 1861 | 1871 | 1881 | 1891 | 1901 | 1911 | 1921 | 1931 | 1951 | 1961 |
| Popolazione | 186  | 211  | 291  | 330  | 341  | 327  | 375  | 339  | 277  | 193  | 111  | 12   |

## Comunicazioni

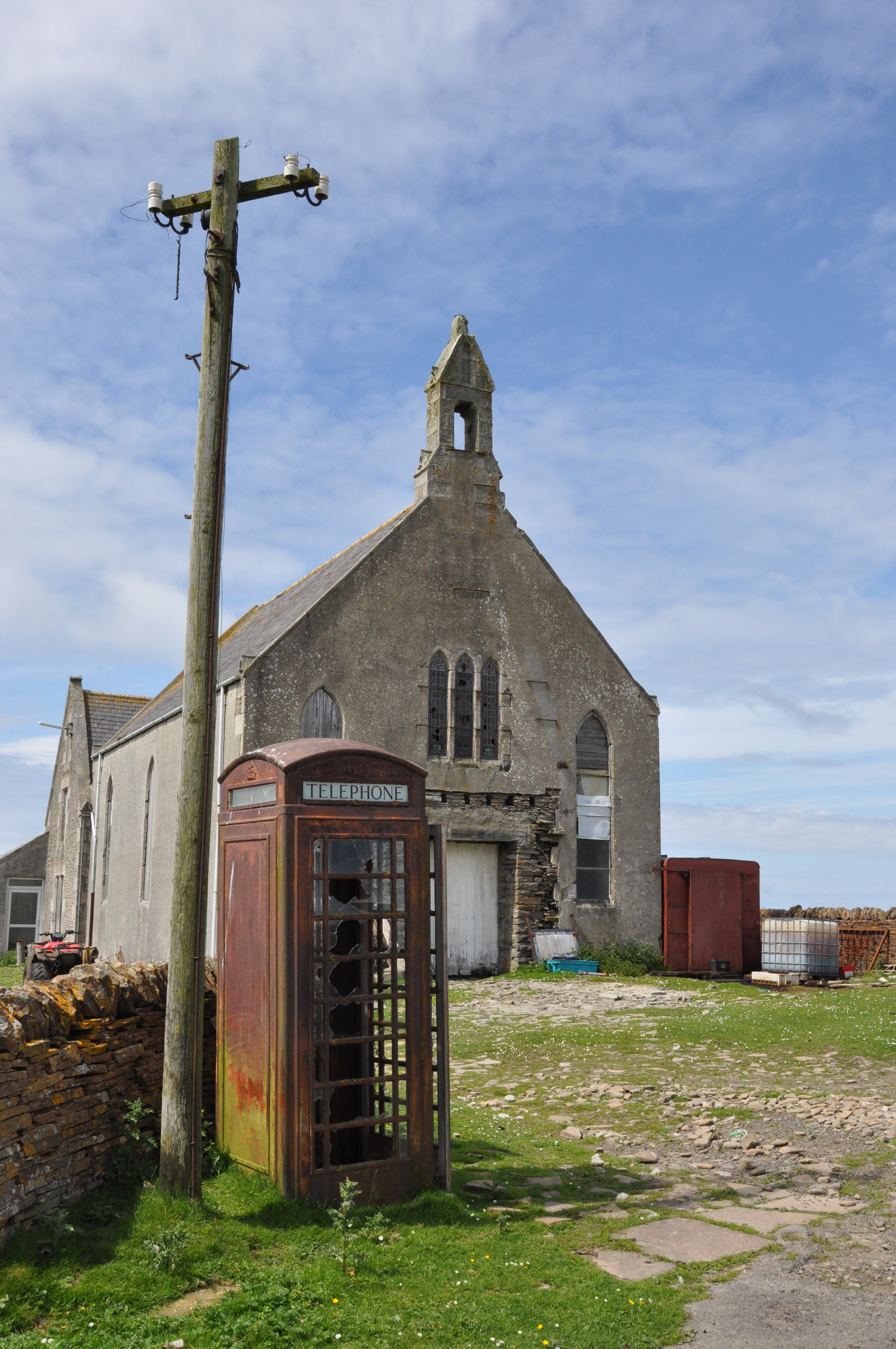
La chiesa abbandonata dell'isola e una cabina telefonica.

Stroma non ebbe un collegamento regolare con la terraferma fino al 1879, quando il Post Office istituì un servizio settimanale con imbarcazioni che partiva da Huna, a Caithness, oltre a un ufficio postale sull'isola. Tuttavia, il volume della posta da Stroma si rivelò talmente limitato che il servizio era molto oneroso; negli anni '50 il costo di consegna di una lettera era largamente superiore rispetto a quanto pagato dagli utenti.
Per molti anni gli isolani non ebbero modo di contattare la terraferma in caso di emergenza, eccetto le segnalazioni con lampade manuali nella speranza che qualcuno le avvistasse. Un telefono radio fu installato nel 1935 e nel 1953 fu posato il cavo telefonico. Una cabina telefonica fu installata al centro dell'isola, e simbolicamente fu la sei-milionesima cabina telefonica installata nel Regno Unito. Oggi la cabina si trova ancora sull'isola, anche se non è più in funzione.
Fu solo nel 1894 che Stroma ottenne il suo primo punto di attracco artificiale, un molo costruito in cemento presso Nethertown al costo di 800 sterline. Nel 1955 il Consiglio della Contea di Caithness costruì un nuovo porto sulla costa meridionale dell'isola, per la cifra di 28.500 sterline. Nonostante l'investimento fosse teso a fermare l'esodo degli abitanti dall'isola, Stroma fu comunque abbandonata solo pochi anni dopo il completamento del porto.
Verso la fine degli anni '30 Highland Airways valutò la possibilità di includere Stroma nel piano di ambulanza aerea che allora era in vigore. Il 19 agosto 1937, il Capitano Fresson della Highland Airways fece atterrare un piccolo aeromobile nei terreni vicini al Mains of Stroma, e la successiva primavera gli isolani ripulirono un'area dalla brughiera nell'ovest dell'isola per creare una pista aerea. Il primo volo ufficiale atterrò nel giugno 1938, ma la seconda guerra mondiale impedì ogni sviluppo ulteriore e non fu mai istituito un servizio aereo regolare. Dopo la guerra, Highland Airways fu acquisita dalla British European Airways, che abbandonò ogni progetto di servizio per l'isola.
Attualmente, Stroma non ha trasporti regolari con la terraferma scozzese; il proprietario dell'isola gestisce occasionalmente gite in barca durante i fine settimana.